# António Caetano Álvares Pereira de Melo
D. António Caetano Álvares Pereira de Melo, primeiro e único marquês de Cadaval (1894-1939), foi um nobre português, segundo filho varão de D. Jaime Caetano Álvares Pereira de Melo, 8.º duque de Cadaval. Recebeu o marquesado já no século XX.
Casou-se no ano de 1926 em Veneza, com a italiana Olga Nicolis de Robilant (Torino, 1900 – Sintra, 1996), terceira filha de Edmondo Nicolis, conde de Robilant e Ceraglio (Viena, 1871 – Roma, 1941) e de Valentina, condessa Mocenigo (Salisburgo, 1876 – Sintra, 1950).